# Aldo Cruz
Aldo Cruz, né le 24 septembre 1997 à Morelia au Mexique, est un footballeur mexicain qui évolue au poste d'arrière gauche au CA de San Luis.

## Biographie

### Débuts professionnels
Né à Morelia au Mexique, Aldo Cruz est formé par le Club América. Il joue son premier match en professionnel le 31 août 2017 contre l'Atlas FC en coupe du Mexique. Il est titularisé lors de cette rencontre qui se solde par la victoire des siens sur le score de deux buts à zéro.
Lors de la saison 2018-2019 il est prêté au Lobos de la BUAP.

### Club Tijuana
Le 11 juin 2019 est annoncé le transfert d'Aldo Cruz au Club Tijuana. Le 1er septembre 2019, il joue son premier match sous ses nouvelles couleurs lors d'une rencontre de championnat face au Club Necaxa. Il se fait remarquer ce jour-là en délivrant une passe décisive pour Ignacio Rivero (en) mais son équipe perd la rencontre (3-2).

### Tigres UANL
Fin décembre 2020 est annoncé l'arrivée d'Aldo Cruz au Tigres UANL à partir du mois de janvier 2021,.

### CA de San Luis
Le 1er juillet 2022, Aldo Cruz rejoint le CA de San Luis. Le transfert est annoncé dès le 14 juin 2022.